# Bahrain Victorious w sezonie 2021
Bahrain Victorious w sezonie 2021 – podsumowanie występów zawodowej grupy kolarskiej Bahrain Victorious w sezonie 2021, w którym należała ona do dywizji UCI WorldTeams.
Po wycofaniu się McLarena z dalszego sponsorowania grupy od sezonu 2021 zmieniła ona swoją nazwę z Bahrain McLaren na Bahrain Victorious.

## Transfery
Opracowano na podstawie:
| Przybyli       | Przybyli                | Odeszli             | Odeszli               |
| Kolarz         | Poprzednia grupa (2020) | Kolarz              | Nowa grupa (2021)     |
| -------------- | ----------------------- | ------------------- | --------------------- |
| Jack Haig      | Mitchelton-Scott        | Mark Cavendish      | Deceuninck-Quick Step |
| Gino Mäder     | NTT Pro Cycling         | Grega Bole          | –                     |
| Jonathan Milan | Cycling Team Friuli     | Enrico Battaglin    | Bardiani CSF Faizanè  |
| Ahmed Madan    | Bahrain Cycling Academy | Iván García Cortina | Movistar Team         |
| –              | –                       | Luka Pibernik       | –                     |

## Skład
Opracowano na podstawie:
| Skład drużyny 2021                       | Skład drużyny 2021   | Skład drużyny 2021 | Skład drużyny 2021                      |
| Imię i nazwisko                          | Data urodzenia       | Państwo            | Poprzednia grupa                        |
| ---------------------------------------- | -------------------- | ------------------ | --------------------------------------- |
| Yukiya Arashiro                          | 22 września 1984     | Japonia            | Lampre-Merida (2016)                    |
| Phil Bauhaus                             | 8 lipca 1994         | Niemcy             | Team Sunweb (2018)                      |
| Pello Bilbao                             | 25 lutego 1990       | Hiszpania          | Astana (2019)                           |
| Santiago Buitrago                        | 26 września 1999     | Kolumbia           | Team Cinelli (2019)                     |
| Eros Capecchi                            | 13 czerwca 1986      | Włochy             | Deceuninck-Quick Step (2019)            |
| Damiano Caruso                           | 12 października 1987 | Włochy             | BMC Racing Team (2018)                  |
| Sonny Colbrelli                          | 17 maja 1990         | Włochy             | Bardiani CSF (2016)                     |
| Scott Davies                             | 5 sierpnia 1995      | Wielka Brytania    | Dimension Data (2019)                   |
| Feng Chun-kai                            | 2 listopada 1988     | Chińskie Tajpej    | Lampre-Merida (2016)                    |
| Jack Haig                                | 6 września 1993      | Australia          | Mitchelton-Scott (2020)                 |
| Marco Haller                             | 1 kwietnia 1991      | Austria            | Katusha-Alpecin (2019)                  |
| Heinrich Haussler                        | 25 lutego 1984       | Australia          | IAM Cycling (2016)                      |
| Kevin Inkelaar                           | 8 lipca 1997         | Holandia           | Équipe continentale Groupama-FDJ (2019) |
| Mikel Landa                              | 13 grudnia 1989      | Hiszpania          | Movistar Team (2019)                    |
| Ahmed Madan                              | 25 sierpnia 2000     | Bahrajn            | Bahrain Cycling Academy (2020)          |
| Gino Mäder                               | 4 stycznia 1997      | Szwajcaria         | NTT Pro Cycling (2020)                  |
| Jonathan Milan                           | 1 października 2000  | Włochy             | Cycling Team Friuli ASD (2020)          |
| Matej Mohorič                            | 19 października 1994 | Słowenia           | UAE Team Emirates (2017)                |
| Domen Novak                              | 12 lipca 1995        | Słowenia           | Adria Mobil (2016)                      |
| Mark Padun                               | 6 lipca 1996         | Ukraina            | Colpack (2017)                          |
| Hermann Pernsteiner                      | 7 sierpnia 1990      | Austria            | Amplatz-BMC (2017)                      |
| Wout Poels                               | 1 października 1987  | Holandia           | Team Ineos (2019)                       |
| Marcel Sieberg                           | 30 kwietnia 1982     | Niemcy             | Lotto-Soudal (2018)                     |
| Dylan Teuns                              | 1 marca 1992         | Belgia             | BMC Racing Team (2018)                  |
| Jan Tratnik                              | 23 lutego 1990       | Słowenia           | CCC Sprandi Polkowice (2018)            |
| Rafael Valls                             | 25 czerwca 1987      | Hiszpania          | Movistar Team (2019)                    |
| Stephen Williams                         | 9 czerwca 1996       | Wielka Brytania    | SEG Racing Academy (2018)               |
| Fred Wright                              | 13 czerwca 1999      | Wielka Brytania    | 100% me (2018)                          |
|                                          |                      |                    |                                         |
| Źródła: ProCyclingStats Cycling Archives |                      |                    |                                         |

## Zwycięstwa
Opracowano na podstawie:
| Zwycięstwa          | Zwycięstwa                                        | Zwycięstwa | Zwycięstwa | Zwycięstwa       | Zwycięstwa |
| Data                | Wyścig                                            | Państwo    | Kategoria  | Zwycięzca        |            |
| ------------------- | ------------------------------------------------- | ---------- | ---------- | ---------------- | ---------- |
| 14 lut              | Tour de La Provence, 4. etap                      | Francja    | 2.Pro      | Phil Bauhaus     |            |
| 22 kwi              | Tour of the Alps, 4. etap                         | Włochy     | 2.Pro      | Pello Bilbao     |            |
| 29 kwi              | Tour de Romandie, 2. etap                         | Szwajcaria | 2.UWT      | Sonny Colbrelli  |            |
| 12 maj              | Tour de Hongrie, 1. etap                          | Węgry      | 2.1        | Phil Bauhaus     |            |
| 13 maj              | Giro d'Italia, 6. etap                            | Włochy     | 2.UWT      | Gino Mäder       |            |
| 14 maj              | Tour de Hongrie, 3. etap                          | Węgry      | 2.1        | Phil Bauhaus     |            |
| 29 maj              | Giro d'Italia, 20. etap                           | Włochy     | 2.UWT      | Damiano Caruso   |            |
| 1 cze               | Critérium du Dauphiné, 3. etap                    | Francja    | 2.UWT      | Sonny Colbrelli  |            |
| 5 cze               | Critérium du Dauphiné, 7. etap                    | Francja    | 2.UWT      | Mark Padun       |            |
| 6 cze               | Critérium du Dauphiné, 8. etap                    | Francja    | 2.UWT      | Mark Padun       |            |
| 9 cze               | Dirka po Sloveniji, 1. etap                       | Słowenia   | 2.Pro      | Phil Bauhaus     |            |
| 13 cze              | Tour de Suisse, 8. etap                           | Szwajcaria | 2.UWT      | Gino Mäder       |            |
| 13 cze              | Dirka po Sloveniji, 5. etap                       | Słowenia   | 2.Pro      | Phil Bauhaus     |            |
| 17 cze              | Mistrzostwa Słowenii – jazda indywidualna na czas | Słowenia   | CN         | Jan Tratnik      |            |
| 20 cze              | Mistrzostwa Włoch – start wspólny                 | Włochy     | CN         | Sonny Colbrelli  |            |
| 20 cze              | Mistrzostwa Słowenii – start wspólny              | Słowenia   | CN         | Matej Mohorič    |            |
| 2 lip               | Tour de France, 7. etap                           | Francja    | 2.UWT      | Matej Mohorič    |            |
| 3 lip               | Tour de France, 8. etap                           | Francja    | 2.UWT      | Dylan Teuns      |            |
| 16 lip              | Tour de France, 19. etap                          | Francja    | 2.UWT      | Matej Mohorič    |            |
| 7 sierpnia 2021     | Vuelta a Burgos, klasyfikacja generalna           | Hiszpania  | 2.Pro      | Mikel Landa      |            |
| 9 sie               | Tour de Pologne, 1. etap                          | Polska     | 2.UWT      | Phil Bauhaus     |            |
| 22 sie              | Vuelta a España, 9. etap                          | Hiszpania  | 2.UWT      | Damiano Caruso   |            |
| 4 wrz               | Benelux Tour, 6. etap                             | Belgia     | 2.UWT      | Sonny Colbrelli  |            |
| 5 września 2021     | Benelux Tour, klasyfikacja generalna              | Belgia     | 2.UWT      | Sonny Colbrelli  |            |
| 5 wrz               | Benelux Tour, 7. etap                             | Belgia     | 2.UWT      | Matej Mohorič    |            |
| 12 wrz              | Mistrzostwa Europy – start wspólny                | Włochy     | CC         | Sonny Colbrelli  |            |
| 18 wrz              | Memorial Marco Pantani                            | Włochy     | 1.1        | Sonny Colbrelli  |            |
| 28 wrz              | Tour of Croatia, 1. etap                          | Chorwacja  | 2.1        | Phil Bauhaus     |            |
| 2 paź               | Tour of Croatia, 5. etap                          | Chorwacja  | 2.1        | Stephen Williams |            |
| 3 paź               | Paryż-Roubaix                                     | Francja    | 1.UWT      | Sonny Colbrelli  |            |
| 3 października 2021 | Tour of Croatia, klasyfikacja generalna           | Chorwacja  | 2.1        | Stephen Williams |            |

## Ranking UCI
| Ranking UCI | Ranking UCI         | Ranking UCI     | Ranking UCI |
| Kolarz      | Kolarz              | Państwo         | Punkty      |
| ----------- | ------------------- | --------------- | ----------- |
| 6.          | Sonny Colbrelli     | Włochy          | 2553 pkt    |
| 12.         | Matej Mohorič       | Słowenia        | 1897 pkt    |
| 37.         | Damiano Caruso      | Włochy          | 1238 pkt    |
| 42.         | Jack Haig           | Australia       | 1131 pkt    |
| 63.         | Mikel Landa         | Hiszpania       | 833 pkt     |
| 66.         | Pello Bilbao        | Hiszpania       | 819 pkt     |
| 79.         | Gino Mäder          | Szwajcaria      | 736 pkt     |
| 112.        | Dylan Teuns         | Belgia          | 558 pkt     |
| 175.        | Heinrich Haussler   | Australia       | 346 pkt     |
| 199.        | Mark Padun          | Ukraina         | 318 pkt     |
| 204.        | Wout Poels          | Holandia        | 316 pkt     |
| 229.        | Marco Haller        | Austria         | 278 pkt     |
| 283.        | Phil Bauhaus        | Niemcy          | 231 pkt     |
| 327.        | Santiago Buitrago   | Kolumbia        | 197 pkt     |
| 331.        | Jan Tratnik         | Słowenia        | 196 pkt     |
| 333.        | Stephen Williams    | Wielka Brytania | 195 pkt     |
| 362.        | Fred Wright         | Wielka Brytania | 175 pkt     |
| 497.        | Hermann Pernsteiner | Austria         | 119 pkt     |
| 1440.       | Yukiya Arashiro     | Japonia         | 20 pkt      |
| 2123.       | Jonathan Milan      | Włochy          | 5 pkt       |